# Horace Heidt
Horace Heidt (ur. 21 maja 1901 w Alamedzie, zm. 1 grudnia 1986 w Los Angeles) – amerykański pianista, bandlider jazzowy i prezenter radiowy.

## Wyróżnienia
Ma dwie gwiazdy w hollywoodzkiej Alei Gwiazd.